# Berterath
Berterath is een gehucht in de deelgemeente Manderfeld van Büllingen en ligt in de Belgische provincie Luik.

## Geschiedenis
Berterath ontstond op de westelijke rand van het dal van de Our na het jaar 1000, als een laatfrankische nederzetting. Berterath werd voor het eerst schriftelijk vermeld in 1538. Niet duidelijk is in hoeverre het ontstaan van Berterath met de Burg Tornbach in het Our-dal samenhangt.
Omstreeks 1900 werd in Berterath een modelboerderij gesticht, het Domaine Berterath genaamd. Deze veehouderij was bedoeld om de lokale boeren met moderne technieken kennis te laten maken. Ook zorgde het voor enige werkgelegenheid in deze arme streek.

## Bezienswaardigheden
- In de nabijheid ligt Burg Tornbach een burchtruïne in het dal van de Our.

## Nabijgelegen kernen
Hergersberg, Merlscheid, Krewinkel, Manderfeld
Deelgemeenten: Büllingen · Manderfeld · Rocherath

Overige kernen: Afst · Allmuthen · Andler Mühle · Berterath · Buchholz · Eimerscheid · Hasenvenn · Hergersberg · Holzheim · Honsfeld · Hüllscheid · Hünningen · Igelmonder Hof · Igelmondermühle · Kehr · Krewinkel · Krinkelt · Lanzerath · Losheimergraben · Medendorf · Merlscheid · Mürringen · Weckerath · Wirtzfeld

Belgische gemeenten · Duitstalige Gemeenschap · Arrondissement Verviers · Luik · Wallonië